# Del Mar Mesa (San Diego)
Del Mar Mesa es una comunidad residencial localizada en el nordeste de San Diego, California, con un área de 2 042 acres (8,26 km²). La mayoría de la comunidad fue desarrollada en el año 2000.
En esta comunidad fueron encontrados numerosos hallazgos arqueológicos (objetos y restos de cerámica), que fueron estudiados por el Centro Arqueológico de San Diego. y que posiblemente daten de entre 9.000 a 10.000 años atrás.

## Geografía
Del Mar Mesa limita al norte con el Rancho Santa Fe; al sur con Los Peñasquitos Canyon; al este con el Rancho Peñasquitos y Rancho Pacific Highlands; y al oeste con Carmel Valley y Torrey Hills. La Ruta Estatal 56 (Ted Williams Freeway) se encuentra un poco más al norte.
En la parte este de esta comunidad, se encuentra una gran zona para espacio abierto que está bajo un programa de conservación de especies de la ciudad de San Diego. A inicio de 1800 se plantaron bosques de eucaliptos en toda el área.

## Demografía
Según las estimaciones de la Asociación de Gobiernos de San Diego (SANDAG) para el 2006, había 525 personas y 227 hogares en el barrio, y un incremento de 1246,2% de 39 personas desde el 2000. La distribución estimada fue del 68,7% blancos, 15,2% asiáticos e isleños del pacífico, 12% hispana, 4,0% de otras razas, 0,8% amerindia, y 0,2% negros. La edad media era de 37,8 con 29,1% menores de 18 y 9,3% con más de 65 años de edad. Los ingresos promedios fueron de 139 630 dólares (109 375 ajustados a la inflación de los dólares de 1999); 18,9% de la comunidad hizo 150 000 dólares; 47,6% hizo entre $60 000 y $149 999; y 18,9% hizo menos de 60 000 dólares.